# Вулиця Кооперативна (Черкаси)
Ву́лиця Кооперати́вна — вулиця в Черкасах.

## Розташування
Починається від вулиці Євгена Кухарця і простягається на південний схід до вулиці Максима Залізняка.

## Опис
Вулиця вузька, не асфальтована.

## Походження назви
Вулиця перетворена в 1982 році з провулка Залізничного і названа на честь кооперативних будинків, які тут буди збудовані в 1970-1980-их роках.

## Будівлі
По лівій стороні знаходяться 2 багатоповерхівки, по правій декілька приватних будинків.